# 中華穿山甲
中華穿山甲（學名：Manis pentadactyla）又稱鯪鲤、穿山甲或中国穿山甲，是八種穿山甲中的一個種，属穿山甲科穿山甲属，主要分佈於中国大陆、台灣、不丹、印度、老挝、越南、泰国、尼泊尔和孟加拉国，為一種極危絕種的動物。
中華穿山甲就像食蟻獸般靠吃蟻為生。牠們適合生活於濕度高的森林內。牠們頭身共長60厘米，尾巴長18厘米。
分佈於台灣的穿山甲是中華穿山甲的亞種台灣穿山甲（台灣鯪鯉）。

## 分类
中華穿山甲包括3个亚种：
- 华南亚种 （M. p. aurita），分布于长江以南
- 指名亚种 （M. p. pentadactyla），分布于台湾
- 海南亚种 （M. p. pusilla），分布于海南岛

## 藥用價值
在傳統中藥的角度中，穿山甲的鱗片有藥用之效，因此穿山甲常被視作野味而被獵殺。但其藥效與犀角一樣只屬於傳統迷信，其主要成份與人類指甲成份相同，同為角質。而且在非法捕獵的過程中為方便運送等理由，會為穿山甲注射各類型的鎮定劑、興奮劑及重金屬等，令進食人士的肝腎功能受損。

## 威脅及保育
穿山甲在非洲及亞洲均被廣泛獵殺，以作為食物及傳統藥物使用。多個物種在其原生棲地均大幅減少，包括大穿山甲、中華穿山甲及馬來穿山甲等。
中華穿山甲自1990年起列入瀕危野生動植物種國際貿易公約附錄二中，表示任何從野外捕獵的商業用途均被禁止；更於2016年改列為CITES附錄一的物種（受滅絕威脅）。
在多個不同國家及地區均禁止出口及貿易，包括中國大陸、香港、台灣、越南、老撾、泰國、緬甸、孟加拉、印度、尼泊爾等。在中國大陸屬於國家一級保護動物，禁止捕殺和食用，非法捕殺、走私或販賣，可被判監5年以上有期徒刑，案情嚴重最高可判處無期徒刑。但2021年12月，被雲南白藥的股東之一挪威主權財富基金公佈其藥物成份含有穿山甲